# Eduard von Haynau

Wappen der Freiherren von Haynau

Friedrich Wilhelm Karl Eduard Freiherr von Haynau (* 5. Dezember 1804 in München; † 24. Januar 1863) – Rufname: Eduard – war kurhessischer Generalleutnant und Kriegsminister des Kurstaates.

## Herkunft
Eduard von Haynau war ein Enkel des Kurfürsten Wilhelm I. und dessen zweiter Mätresse, Rosa Dorothea Ritter. Seine Eltern waren Generalleutnant Wilhelm Carl von Haynau (* 1779; † 1856) und Karoline von Schack († 1807). Verheiratet war Eduard seit 1831 mit Natalie von Baumbach und nach ihrem Tod 1841 mit ihrer Schwester, Thekla von Baumbach (* 5. August 1812; † 24. Oktober 1882). Beide waren Schwestern seines Ministerkollegen Alexander von Baumbach und Töchter des kurhessischen Regierungspräsidenten Ludwig von Baumbach-Ropperhausen.

## Ausbildung und Militärzeit
1815 besuchte er das Gymnasium in Hersfeld. 1819 trat er in das Kadettenkorps in Kassel ein, wurde 1821 Fähnrich, 1822 Leutnant bei der Artillerie, 1834 Flügeladjutant des Kurprinzen-Mitregenten Friedrich Wilhelm und kehrte 1836 wieder zur Artillerie zurück. Als Major nahm er vom März bis Juli 1849 am Deutsch-Dänischen Krieg teil, unter anderem am Gefecht auf den Düppeler Schanzen.

## Ministeramt und die Krise von 1850
Eduard von Haynau nahm eine pietistische und absolutistische Grundhaltung ein. Ein erster Versuch, schon 1849 eine Regierung mit ihm und Ludwig Hassenpflug zu bilden, scheiterte zunächst noch. Am 22. Februar 1850 wurde er dann aber doch zum Vorstand des Kriegsministeriums in der Regierung Ludwig Hassenpflug und am 28. Februar 1853 zum Kriegsminister ernannt. Sein Schwager, Alexander von Baumbach, war Außenminister in dieser Regierung.
Eduard von Haynau beteiligte sich aktiv an der Beseitigung der kurhessischen Verfassung von 1831. Der Kurfürst, der die Verfassung aushebeln wollte, und das Bürgertum, das das verhindern wollte, standen sich 1850 in einer Patt-Situation gegenüber. Die von Bürgerlichen beherrschte Verwaltung und Justiz betrachteten entsprechende landesherrliche Erlasse als verfassungswidrig und setzten sie nicht um. Das Kriegsrecht wurde verhängt. Auch das nützte wenig. Daraufhin verschärfte der Kurfürst mit einer landesherrlichen Verordnung vom 28. September 1850, gestützt auf einen Beschluss des Deutschen Bundes, das Kriegsrecht, sprach insbesondere den Gerichten die Zuständigkeit ab, landesherrliche Erlasse auf ihre Verfassungsmäßigkeit zu überprüfen. Diese hielten sich aber nicht daran: Das Oberappellationsgericht Kassel erklärte auch die landesherrliche Verordnung vom 28. September 1850 am 3. Oktober 1850 für verfassungswidrig.
Der Vater von Eduard von Haynau, Generalleutnant Carl von Haynau, seit 1. Oktober 1850 Oberbefehlshaber des kurhessischen Militärs, versuchte, mit einer Proklamation an die Soldaten und einer Ansprache an die Offiziere am 4. Oktober 1850 wenigstens das Militär bei der Stange zu halten. Auch dies misslang. Die Offiziere hatten ihren Eid nicht nur auf den Kurfürsten, sondern auch auf die Verfassung geleistet – eine einmalige Konstellation im Deutschland des 19. Jahrhunderts. Um nicht eidbrüchig zu werden, reichten knapp 80 % der Offiziere zwischen dem 9. und 12. Oktober 1850 Entlassungsgesuche ein. Dieser „Generalstreik“ des Offizierscorps machte das kurhessische Militär handlungsunfähig. Um die Konterrevolution zu retten, rief der Kurfürst die Bundesversammlung um Hilfe an, die insbesondere bayerische Besatzungstruppen nach Kurhessen entsandte, die so genannten „Strafbayern“. Eduard von Haynau war einer der wenigen Offiziere, die kein Abschiedsgesuch einreichten.
Am 4. Oktober 1855 schied Eduard von Haynau nach jahrelangen Querelen mit dem Kurfürsten über seine Befugnisse als Kriegsminister aus dem Amt. Interimistisch zum ersten Kommandanten von Kassel berufen, wurde er im Juni 1857 zum Generalleutnant befördert und übernahm das Kommando der Infanterie-Division.

## Ende
In einer Broschüre des 1850 verabschiedeten Hauptmanns Jakob Dörr wurde von Haynau der Feigheit bezichtigt, weil er General Friedrich von Specht nach einer Duellforderung, statt sich zu stellen, auf der Festung Spangenberg hatte festsetzen lassen. Haynau forderte Dörr zum Duell auf, der sich aber nur stellen wollte, wenn von Haynau sich zuvor mit Specht duelliert hätte. Über die Frage, ob die Duellforderung damit für von Haynau erledigt sei, kam es im Offizierskorps zu einer regelrechten Abstimmung. Da Eduard von Haynau bei der Mehrheit der Offiziere, die liberal gesinnt waren, wegen seiner Haltung im Verfassungskampf unbeliebt war, fand er dort keinen Rückhalt. Da die Angelegenheit gütlich nicht mehr beizulegen war, verabschiedete der Kurfürst seinen Oberbefehlshaber am 3. Januar 1863. Drei Wochen später beging Haynau Suizid, da er keine Möglichkeit mehr sah, seine gekränkte Ehre wiederherzustellen.